# 1924 aux États-Unis
Pour des articles plus généraux, voir Chronologie des États-Unis et 1924.
Chronologie des États-Unis
- 1920
- 1921
- 1922
- 1923
- 1924
- 1925
- 1926
- 1927
- 1928

Cette page concerne des événements d'actualité qui se sont produits durant l'année 1924 du calendrier grégorien aux États-Unis.

## Gouvernement
- Président : Calvin Coolidge
- Vice-président : aucun
- Chambre des représentants - Président

## Événements
- 8 février : première exécution par gaz létal dans une prison des États-Unis.
- 14 février : l'entreprise d'Herman Hollerith est rebaptisée IBM.
- 6 avril - 28 septembre : premier tour du monde aérien parti de Washington.
- 10 mai : J. Edgar Hoover est nommé Directeur du Bureau of Investigation (ancêtre du FBI).
- 16 mai[1] : deuxième loi sur l’immigration aux États-Unis (loi Johnson-Reed) : Le vote de cette entraîne un resserrement drastique des quotas d'immigration à 230 000 visas délivrés par an au maximum. Cette loi très stricte, est supposée répondre aux nombreux problèmes constatés d'intégration et d'assimilation des nouveaux arrivants et à la criminalité qui en résulte.                             À la suite du vote de l'Immigration Act, la proportion des étrangers dans la population américaine chute drastiquement passant de 15 % de la population en 1924 à 4,5% en 1950.  La loi restera en vigueur pendant 40 ans jusqu'en 1965 où elle sera purement et simplement abrogée par le président Johnson.
- 21 mai : affaire Leopold et Loeb.
- 28 mai : création de l'United States Border Patrol, service de police chargé de contrôler les frontières entre le Mexique, le Canada et les États-Unis. Dotée initialement de 450 agents, l'agence montera en puissance avec une pression migratoire de plus en plus forte depuis le Mexique.
- 2 juin : Revenue Act (en). Défendue par le Secrétaire du Trésor Andrew Mellon, elle inaugure les tribunaux financiers de première instance (U.S. Board of Tax Appeals). Cette loi fiscale abaisse fortement l'impôt sur le revenu pour relancer la consommation et réduire le chômage. Pour éviter la création d'un déficit au budget, les droits de succession sont majorés et une taxe est créée sur les donations.
- 6 juin : Indian Citizenship Act. Les Amérindiens obtiennent la citoyenneté.
- 24 juin : Ford sort sa dix millionième automobile (une Ford T lancée en 1908).
- 1er septembre : Plan Dawes de médiation dans le règlement des indemnités de guerre dues par l’Allemagne.
- 4 novembre : le républicain Calvin Coolidge est réélu président des États-Unis avec le soutien des milieux d’affaires devant les démocrates divisés. Il prône la doctrine du laisser-faire.
  - Scandale du Teapot Dome. Albert Fall, secrétaire à l’Intérieur de Harding, est mis en accusation par les démocrates pour avoir affermé, moyennant finance, les réserves pétrolières du Teapot Dome (Wyoming) et de Elk Hills (Californie) attribués à la Marine à des entreprises privées.
  - Tentatives du président Coolidge de mettre en place une législation anti-lynchage pour mieux protéger la population noire au Sud des États-Unis. Rejet du Congrès.

## Naissances en 1924
- 6 mars : William H. Webster, juriste, avocat. († 8 août 2025).
- 3 avril : Marlon Brando, acteur.† (1er juillet 2004)
- 12 juin : George H. W. Bush, 41e président des États-Unis. († 30 novembre 2018)
- 20 juin : Chet Atkins, guitariste de country. († 30 juin 2001)
- 22 juillet : Allan Warren Haig, pianiste de jazz américain, pionnier du bebop. († 16 novembre 1982)
- 27 septembre : Bud Powell, pianiste de jazz. († 31 juillet 1966)
- 30 septembre : Truman Capote, écrivain. († 25 août 1984)
- 1er octobre : Jimmy Carter, 39e président des États-Unis, Prix Nobel de la Paix 2002. († 29 décembre 2024)

## Décès en 1924
- 3 février : Woodrow Wilson qui était président jusqu'en 1921.